# 地理空間情報活用推進基本法
地理空間情報活用推進基本法（ちりくうかんじょうほうかつようすいしんきほんほう、平成19年5月30日法律第63号）は、地理空間情報の活用の推進に関する施策を総合的かつ計画的に推進することに関する日本の法律である。略称はNSDI法である。NSDIとはNational Spatial Data Infrastructure（国土空間基盤データ）を意味する。
この法律において地理空間情報という用語が日本で初めて定義された。

## 構成
- 第1章　総則（第1条―第8条）
- 第2章　地理空間情報活用推進基本計画等（第9条・第10条）
- 第3章　基本的施策
  - 第1節　総則（第11条―第15条）
  - 第2節　地理情報システムに係る施策（第16条―第19条）
  - 第3節　衛星測位に係る施策（第20条・第21条）
- 附則

## 制定の背景
地理情報システム（GIS）の有用性が社会に認知されるようになった契機は、1995年（平成7年）1月17日に発生した阪神・淡路大震災である。この際、東京大学地震研究所・京都大学防災研究所・地理情報システム学会・日本建築学会・都市計画学会などの主体が被災状況をGIS上のデータベースとして提供したほか、国土地理院が電子基準点の整備・空中写真の撮影などを行い、効率的な災害復旧に役立てられた。
これを受け、産官学の関係者はGISの重要性を感知し、同年9月には「地理情報システム関係省庁連絡会議」が発足した。同会議は翌1996年（平成8年）に「国土空間基盤データの整備及びGISの普及の促進に関する長期計画」を策定、国土基盤データの基盤形成と普及を約6年かけて進めると発表した。同計画の終了後、2002年（平成14年）に「GISアクションプログラム 2002-2005〜GISにより豊かな国民生活を実現するための行動計画〜」が作成され、e-Japan重点計画との整合が図られた。この計画の終了年である2005年（平成17年）には地理情報システム関係省庁連絡会議が、内閣府の局長級組織に改められ、「測位・地理情報システム等推進会議」となった。同会議はアクションプログラム 2002-2005を継承・発展させる形で「GISアクションプログラム 2010〜世界最先端の「地理空間情報高度活用社会」の実現を目指して〜」をまとめた。
基本的にはGISの推進を目的としているが、我が国独自の準天頂衛星による衛星測位システムの推進がもう一つの柱となっている。
2006年には自由民主党と公明党の議員らによって法案が提出され、この時は継続審議となる。翌2007年5月11日に自公両党に民主党議員を加えた共同動議で衆議院内閣委員長提案として法案が提出され、5月15日に衆議院本会議を、5月23日に参議院本会議を通過、5月30日に公布された。